# 浅場万矢
淺場 万矢（あさば まや、1988年10月18日 - ）は、日本の女優・タレント。旧芸名・浅場 万矢（読み同じ）。身長160cm、血液型O型。兵庫県出身。所属事務所は有限会社ゴーチ・ブラザーズ。

## 主な出演作品

### 映画
- 『恋空』（2007年6月）
- 『鉄拳 ブラッド・ベンジェンス』（2011年9月） - リン・シャオユウのモーションアクター
- 『極道大戦争』（2015年6月）

### テレビドラマ・その他番組
- 『1ポンドの福音』
- 『セクシーボイスアンドロボ』
- 『恋する日曜日』〜三姉妹〜 - 田所紀子 役
- 『学問ノススメ』 - 緑 役
- 『貧乏男子 ボンビーメン』
- 『熱血硬派くにおくん』実写版
- 『SMAP×SMAP 〜本当にあった恋の話〜』
- 『猫侍 SEASON2』
- 『元彼の遺言状』第1話（2022年4月11日、フジテレビ）

### 舞台
- 世田谷文学館主催 舞台「ガラスの仮面」 - 劇団つきかげ2期生
- ミュージカル「銀河鉄道の夜」（2008年8月） - 鳥捕り 役
- 真夏の夜の夢（2009年4月） - パック 役
- 真田風雲録（2009年10月、蜷川幸雄演出）
- 美しきものの伝説（2010年12月、蜷川幸雄演出） - 突然坊 役
- 血の婚礼（2011年6月 - 8月、清水邦夫作、蜷川幸雄演出） - 高校生 役
- 天守物語（2011年11月、新国立劇場、白井晃演出） - 女童 役
- ハムレット（2012年2月 - 3月、蜷川幸雄演出） - 毒殺者 役
- 海辺のカフカ（2012年5月 - 6月、蜷川幸雄演出） - シャム猫・ミミ 役
- 動物たちの冬（2012年11月、時々自動本公演、朝比奈尚行演出）
- オイディプス王（2013年2月、蜷川幸雄演出）
- 鴉よ、おれたちは弾丸をこめる（2013年5月 - 6月、蜷川幸雄演出）
- カリギュラ（2014年2月、蜷川幸雄演出） - ミュシュスの妻 役
- FRIEND（2014年3月、スズキ拓朗演出、若手演出家コンクール最優秀賞受賞） - 次女 役
- 青蛾館 星の王子さま（2014年9月、寺山修司作、スズキ拓朗演出） - バオバブの星 役
- リチャード二世（2015年4月、シェイクスピア作、蜷川幸雄演出） - 王妃イザベル 役
- PARCOプロデュース「レミング～世界の涯まで連れてって～」（2015年12月 - 2016年1月、松本雄吉演出、東京芸術劇場プレイハウス 他）
- 青蛾館 男装音楽劇「くるみ割り人形」 （2016年3月、スズキ拓朗演出、東京芸術劇場シアターウエスト） - 主席判事 役
- 時速8次元旗揚げ公演 一人芝居×二人芝居「それから」（2016年4月、浅場万矢・中島真央演出、新宿眼科画廊）
- くちびるの会「ケムリ少年、挿し絵の怪人」（2016年5月、山本タカ演出、吉祥寺シアター） - 熊手 / 怪人二十面相 役
- 多摩美術大学グッドバイ上野毛展特別公演「ささやきは革命のはじまり」（2017年2月、浅場万矢演出、多摩美術大学演劇スタジオ）
- クロムモリブデン「空と雲とバラバラの奥さま」（2017年4月、青木秀樹演出、吉祥寺シアター 他） - 森村テン 役
- 柿喰う客フェスティバル2017『無差別』（2017年10月、中屋敷法仁演出、赤坂RED THEATER） - 日見不姫神 役
- 演劇×ピアノコンサート「マルカート・ライト」（2017年12月、今井夢子作・演出、新大久保スペースDo）
- 俺を縛れ！（2018年1月、中屋敷法仁演出、本多劇場） - 瀬戸際つばき 役
- 宮沢賢治作品 三味線リーディング（2018年4月、浅場万矢演出、表参道NOSE art garage）
- 舞台「半神」（2018年7月、萩尾望都・野田秀樹作、中屋敷法仁演出、天王洲銀河劇場 他） - 左子 / マーメイド 役
- 東京芸術祭2018「野外劇 三文オペラ」（2018年10月、ジョルジオ・バルベリオ・コルセッティ演出、池袋西口公園） - ポリー・ピーチャム 役
- 令嬢ジュリー（2018年12月、門井均演出、すみだパークスタジオ） - ジュリー 役
- 盛岡刑務所慰問公演「曲馬団の女」（2019年11月、中屋敷法仁作・演出、盛岡刑務所）- 一人芝居
- 逆光線ゲーム（2019年1月、清水邦夫作、桝井賢斗演出、原宿Design Festa Gallery） - 姉娘 役
- オフィス上の空プロデュース「トルツメの蜃気楼」（2019年6月、松澤くれは作・演出、中野ザ・ポケット） - 水島 役
- 柿喰う客 本公演「御披楽喜」（2019年9月、中屋敷法仁作・演出、本多劇場） - 姫益密 役
- 劇団4ドル50セント「白の待合室」（2019年10月、中屋敷法仁演出、中野ポケットスクエア劇場HOPE） - 役人 役
- 静岡刑務所慰問公演「曲馬団の女」（2019年11月、中屋敷法仁作・演出、静岡刑務所） - 一人芝居
- DULL-COLORED POP vol.21「マクベス」（2019年12月、谷賢一演出、KAAT神奈川芸術劇場大スタジオ） - マクベス夫人 役
- オフィス上の空×朝劇赤坂「笑う、夜の果てにて」（2020年1月、中島庸介演出、赤坂Corus by hacocoro） - カズキ 役
- 劇団4ドル50セント×柿喰う客「学芸会レーベル」（2020年1月 - 2月、中屋敷法仁演出、DDD青山クロスシアター） - 園長先生 役
- 柿喰う客 本公演「殺文句」（2024年5月 - 6月、中屋敷法仁作・演出、本多劇場）[1]
- 吉祥寺ファミリーシアター2024 音楽劇「スーホの白い馬」（2024年9月、小西力矢作・演出、本多劇場）[2]
- Office8次元プロデュース 鳴らして楽しむミュージカル「セロ弾きのゴーシュ」（2025年4月・9月、葛木英作・淺場万矢演出、三鷹市公会堂 光のホール / Mixalive TOKYO Theater Mixa）[3]

### ラジオドラマ
- FMシアター（NHK-FM）
  - 『LET IT PON!〜それでええんよ〜』（2012年2月4日） - 患者の女の子 役
  - 『エーテル』（2012年9月15日）
  - 『蘭学遺言状』（2013年4月）
- 青春アドベンチャー（NHK-FM）
  - 『見かけの二重星』（2012年7月） - おねえちゃん 役
  - 『海に降る』（2012年11月） - 正田眞美 役
  - 『鷲の歌』（2014年5月）
  - 『夜露姫』（2018年6月4日 - 15日）[4]

### CM
- PS3「BIG 3 GUN SHOOTING」（2010年9月）
- 新橋アスティルビル「アスティルサウナのテーマ（男の楽園編）」（作詞・作曲・演奏・歌）

### PV
- 絢香「夢を味方に」（2009年）
- ゆず「雨のち晴レルヤ」（2013年）

### モデル
- カンコー学生服
- Web De-View GIRLS☆ニュース
- 熱海後楽園ホテル オーシャンスパfuua